# José Hilarión Ibarra
José Hilarión Ibarra fue un pintor venezolano activo entre 1798 y 1854.

## Biografía
Establecido en Caracas, formó parte del taller del pintor Antonio José Landaeta en la época colonial, junto a Juan Lovera y Joaquín Zurita. Pese a su limitada técnica y de acuerdo con María Antonia González Arnal, no haber contado con una formación artística sólida, logró plasmar figuras con cierto naturalismo, como las representadas en los murales de la Quinta de Anauco, atribuidos a Ibarra por el investigador Carlos F. Duarte.
Su escasa producción artística estuvo enfocada principalmente en retratos y temas religiosos. Entre las pocas obras que se conocen del artista se encuentra el Retrato del presbítero Doctor José Suárez Aguado firmado al dorso en 1825 (Colección Museo de Arte Colonial Quinta de Anauco, Caracas); una copia realizada en 1826 del Retrato del doctor José María Vargas, pintado por Juan Lovera (Colección Margarita Sanabria de Iturbe); el Retrato del Arzobispo Ramón Ignacio Méndez con José Alberto Espinoza (Colección Palacio Arzobispal, Caracas) y el Retrato ecuestre del Libertador vistiendo el uniforme del Perú (Colección Museo Bolivariano, Caracas) pintado en 1827, posiblemente inspirado en la litografía Simón Bolívar Libertador realizada en 1826 por Samuel William Reynolds, que también forma parte de la colección del Museo Bolivariano. Este retrato fue obsequiado al Libertador por el mismo Ibarra, y posteriormente perteneció a María Antonia Bolívar Palacios.
Realizó también escenas religiosas como Nuestra Señora de la Merced, 1825 (Colección Museo de Arte Colonial Quinta de Anauco, Caracas) y coloreó un grabado de La Coronación de la Virgen en 1854 (Colección Fundación Boulton), obra en la que, de acuerdo con María Antonia González Arnal, se puede evidenciar la herencia de los imagineros coloniales. Asimismo, realizó algunos trabajos artesanales para la que en su momento era la Universidad de Caracas, como pintar y dorar sillas en 1825 y pintar el salón de clases de filosofía en 1840.